# تپه سویوخ بولاغ
تپه سویوخ بولاغ مربوط به هزاره ۶ و ۵ قبل از میلاد است و در شهرستان خدابنده، بخش سجاسرود، روستای پابند واقع شده و این اثر در تاریخ ۱۲ بهمن ۱۳۸۱ با شمارهٔ ثبت ۷۴۲۲ به‌عنوان یکی از آثار ملی ایران به ثبت رسیده است.